# Aninai-hegység
Az Aninai-hegység (románul Munții Aninei) a Bánsági-hegyvidék 40 km hosszú, 15–20 km széles, északkelet-délnyugati irányban húzódó vonulata Romániában, Erdélyben, Krassó-Szörény megyében. Legmagasabb csúcsa az 1160 m tengerszint feletti magasságú Leordi.

## Fekvése
Románia délnyugati részén, a Bánsági-hegyvidéken található. Északkeleti szomszédja a Szemenik-hegység, délkeleti az Almás-hegység, délnyugati a Lokva-hegység, nyugatról pedig az Alfölddel, azon belül a Temesköz síkságával érintkezik. Délről és délkeletről a Néra völgye határolja.

## Leírása
Az Aninai-hegység a Bánsági-hegyvidék részeként földtanilag és szerkezetileg is a Déli-Kárpátok gyűrthegységének része. A Bánsági-hegyvidék a Déli-Kárpátok nagy részétől eltérően domborzatilag erősen felszabdalt középhegységi jellegű hegység (Géta takarórendszer).
Az Aninai-hegység felépítése földtanilag is változatos. Az erdőkkel borított hegységet mély, több helyen szurdokvölgyeket kialakító vízfolyások  (Krassó, Ménes-patak, Néra) tagolják különálló fennsíkokra. A fennsíkokat nagyrészt jura és kréta időszaki mészkövek alkotják.
A hegység felépítésében a karbonátos kőzetek mellett a földtörténeti óidőben (karbon és perm időszakban) keletkezett konglomerátum, homokkő, agyagpala és szenes rétegek vesznek részt.
A domborzat a szerkezethez és a kőzetekhez igazodik. A mai domborzat több helyen geomorfológiai inverzióval alakult ki, ugyanis a jelenlegi fennsíkok korábban mélyedések voltak, a keményebb fedőrétegek alatt kevésbé ellenálló rétegek helyezkedtek el, a fedőréteg lepusztulása után inverziós medencék jöttek létre.
A Ponor-csúcstól (808 m) délre húzódó Krassóalmási-karsztfennsíkon (Podişul Iabalcei) jól fejlett töbrök mélyülnek a felszínbe. A Karas látványos szurdoka a töbrökkel tagolt felszínbe mélyül, a felszín alatt pedig nagy méretű barlangrendszerek (pl. Comarnic-barlang) húzódnak.
Az Aninai-hegység területe 770 négyzetkilométer, ebből 600 négyzetkilométer mészkő. Ez a legnagyobb karsztos vidék Romániában a Bihar-hegység (Erdélyi-szigethegység) után. Több mint 1200 barlangot találtak a hegységben.
A hegység fő folyói a Berzava (Bârzava), a Krassó (Caraș) és Néra (Nera).
A Berzava a Szemenik-hegységben ered és áthalad a Aninai-hegység északi részén. Fő mellékfolyói a  Văliug, Crainic, Raul Alb, Secu, Valea Mare és a Doman.
A Krassó  az Aninai-hegységben ered (Izvoarele Carasului). Fő mellékfolyói a Lisava, Jitin, Gârliştea, Buhui és Lupac.
A Néra az Aninai-hegység déli részén folyik keresztül. A fő mellékfolyói: Valea és Rea.
A karsztvidék fokozottan védett. Az Aninai-hegységben számos természetvédelmi terület található, lásd: Néra-szurdok – Beusnica Nemzeti Park és Szemenik-Krassói-szurdok Nemzeti Park.

## Barlangok
A hegységben található több mint 1200 barlangot dokumentáltak a barlangászok, melyek közül néhány barlang látogatható, mások nem hozzáférhetők a turisták számára.
A barlangok közül a legismertebbek:
- Peştera Liliecilor – a Krassó-szurdokban található.
- Peştera Comarnic (Comanic barlang) – a barlang hossza 6 kilométer, Bánság leghosszabb barlangja.
- Peştera de Zeteváralja (Zeteváraljai barlang)
- Peştera Popovat (Popovat barlang) – hossza 1121 méter
- Peştera Tolosu (Tolosu barlang)
- Grota Buhui (Buhui barlang)

## Szurdokok

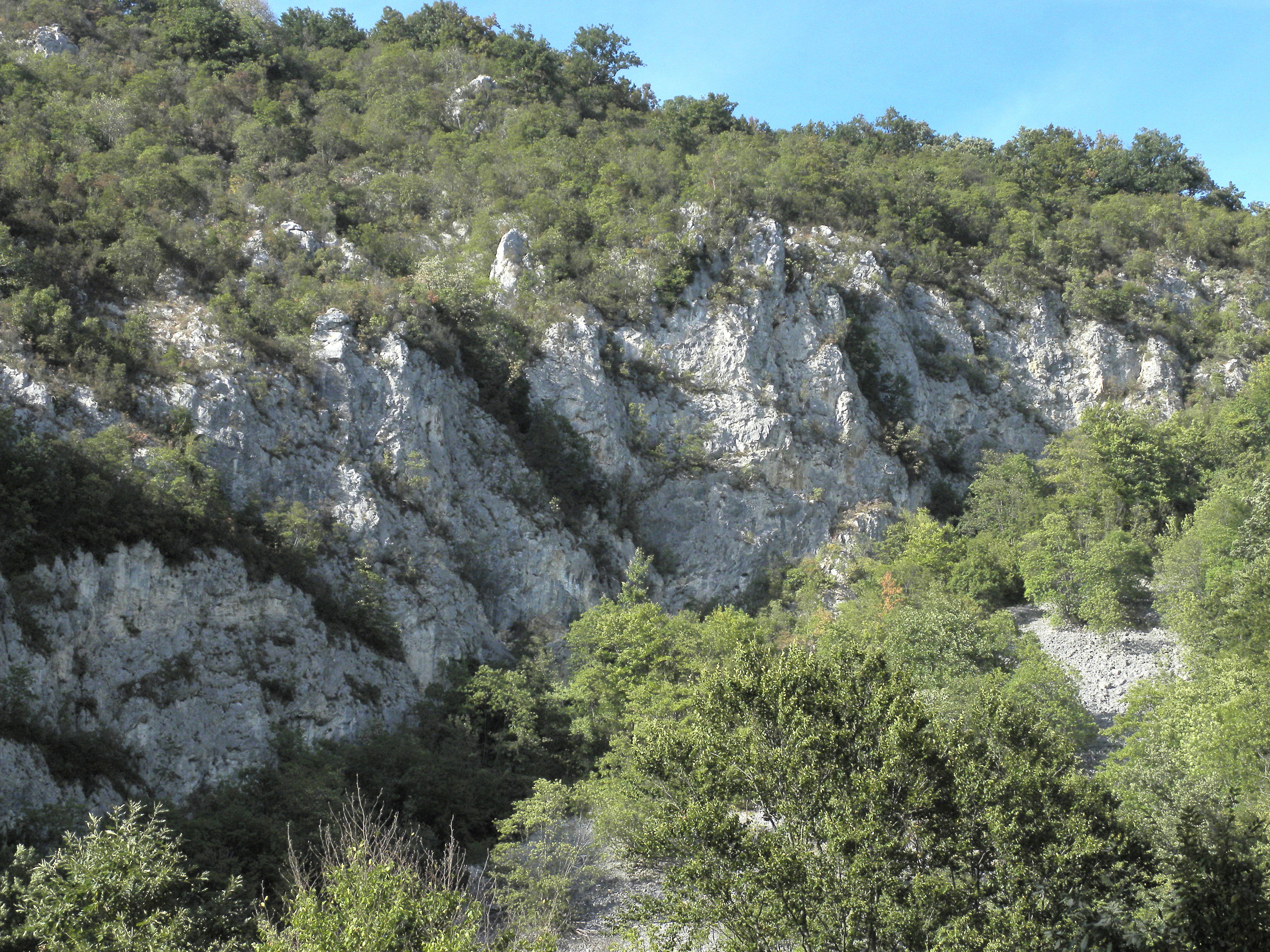
Néra-szurdok

- Krassó-szurdok (19 km)
- Néra-szurdok (18 km)
- Minişului (14 km)
- Gârliştei (9 km)
- Buhui (8 km)

## Tavak és vízesések

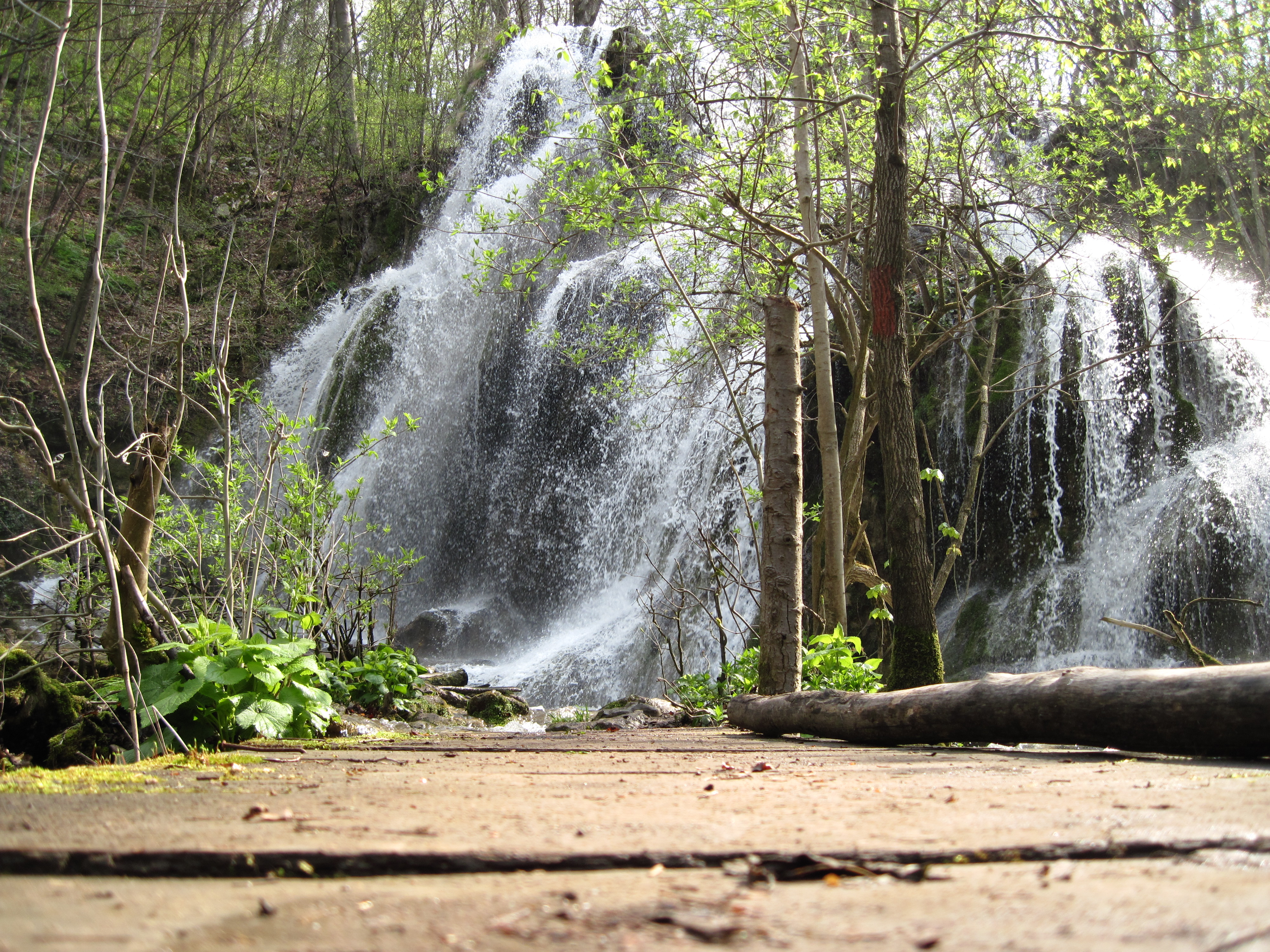
Beusnita-vízesés

- Lacul Dracului - egy tavasbarlang, amelyet a föld alatt a Néra táplál.
- Ochiul Beiului  - egy földalatti tó, amelynek területe 284 négyzetméter, és a mélysége 3,6 méter.
- Beusnita-vízesés - eléri az öt méteres magasságot is, egyedülálló Romániában.
- Buhui-tó - az egyetlen mészkő víztározó Romániában, 1908-1909-ben épült.
- Mărghitaş-tó - az első víztározó volt Romániában, amely 1940-ben épült, turizmus céljából.

## Flóra és fauna
A vegetációt főleg vegyes erdők képezik. A bükk, luc, és fenyők dominálnak, de tölgyek,  gyertyán, juhar, szilfák is megtalálhatók itt.
Az Aninai-hegységben számos állat, mint a farkas, vaddisznó, róka, őz, nyúl, mókus, de szalamandra, vidra vagy pisztráng is él a hegyi patakokban. Egyes barlangokban kihalt állatok fosszilis maradványait is megtalálták, mint például a barlangi medve, vagy barlangi hiéna.

## Gazdaság
Az Aninai-hegységben a fafeldolgozásnak, állattenyésztésnek és a mezőgazdaságnak és főleg a bányászatnak volt gazdasági jelentősége, híres volt Resicabánya acélipara is.
Turizmus egyre inkább egy új iparág. Ennek érdekében fejlesztették az infrastruktúrát, korszerű utak és létesítmények jöttek létre.
Itt halad a Stájerlakanina–Oravicabánya-vasútvonal (Oravica–Anina hegyi vasút).

## Nevezetességek
- Krassó-szurdoka
- A Krassó forrása
- A Néra forrása
- Garlistei szurdoka
- Bohui
- Comarnic-barlang
- Popovat-barlang
- Bohui-barlang